# Ajania
Ajania é um género botânico pertencente à família Asteraceae.

## Espécies
A. abolinii - A. alabasia - A. brachyantha - A. dentata - A. grubovii - A. hypoleuca - A. junnanica - A. korovinii - A. latifolia - A. manchurica - A. manshurica - A. microphylla - A. nitida - A. przewalskii - A. purpurea - A. roborowskii - A. sericea - A. sikangensis - A. trilobata - A. tripinnatisecta